# Atla palicei
Atla palicei är en svampart som tillhör divisionen sporsäcksvampar, och som beskrevs av Savi och Leif Tibell. Atla palicei ingår i släktet Atla, och familjen Verrucariaceae. Arten är reproducerande i Sverige.